# 瑞穂大橋

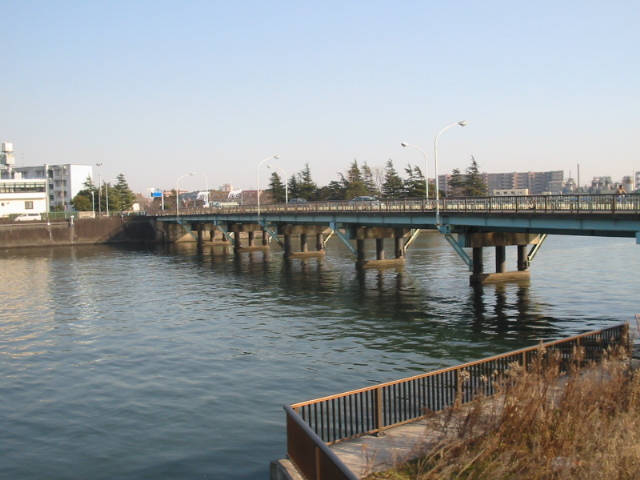
新中川西岸から見る瑞穂大橋

瑞穂大橋（みずほおおはし）は、新中川に架かる橋のひとつで、東京都道450号新荒川葛西堤防線（篠崎街道）を通す。
東・西岸の東京都江戸川区江戸川四丁目地内を結び、新中川の最下流（旧江戸川との合流部）部に位置する。
また、瑞穂大橋は東京都が管理する橋梁である。

## 歴史
- 1962年（昭和37年） - 新中川掘削工事に伴い、最下流部に架橋された[1]。
- 2006年（平成18年） - 架け替え工事の開始。

### 旧橋の諸元
- 種別 - 鋼道路橋
- 形式 – 単純プレートガーダー橋×7連
- 橋長 – 118.9 m
- 幅員 – 9.0 m

## 整備事業
旧橋は架橋から46年が経過し、交通量の増加等による老朽化、高潮対策上必要とされる桁下高が確保されておらず、防災上の問題も抱えていた。
その現状を改善するため東京都の瑞穂大橋整備事業により、架替工事が2006年（平成18年）に着工された。
新橋は旧橋の下流側に架設された。2011年（平成23年）1月29日に完成し、2月13日に新橋へ交通を切り替えた。旧橋は2012年（平成24年）5月に撤去された。

### 新橋の特色
東岸の取付道路が直線の線形に変わり、西岸の取付部も下流側に架設される。両岸の道路線形に合わせ、橋上で緩やかな「くの字」にカーブした形の橋となる。
また、車道の両側には幅員3.0 mの歩道を設け、自転車・歩行者が円滑かつ安全に通行できるようになる。

### 新橋の概略
- 形式 – 3径間連続鋼床版桁橋
- 橋長 – 163.3 m
- 支間 – 42.2 m + 59.6 m + 59.8 m
- 幅員 – 14.8〜15.3 m（車道：8.8〜9.3 m　歩道：3.0 m×2）
- 着工 – 2006年（平成18年12月）
- 完成 – 2011年（平成23年3月）
- 工事主体 – 東京都
- 橋梁設計 – 株式会社東光コンサルタンツ
- 鋼桁製作･架設 – 日本橋梁株式会社
- 事業費 – 27億円

## 周辺
- 今井児童交通公園（平成31年3月31日閉園、4月6日より東部交通公園・江戸川4丁目10番地。)
- 江戸川区立瑞江中学校
- 都営地下鉄新宿線一之江駅
- 旧江戸川
  - 今井橋
- 今井水門

## 隣の橋
- 新中川

（上流） - 瑞江大橋 - 新今井橋 -  瑞穂大橋  - 旧江戸川に合流 - （下流）